# Little Caesars Arena

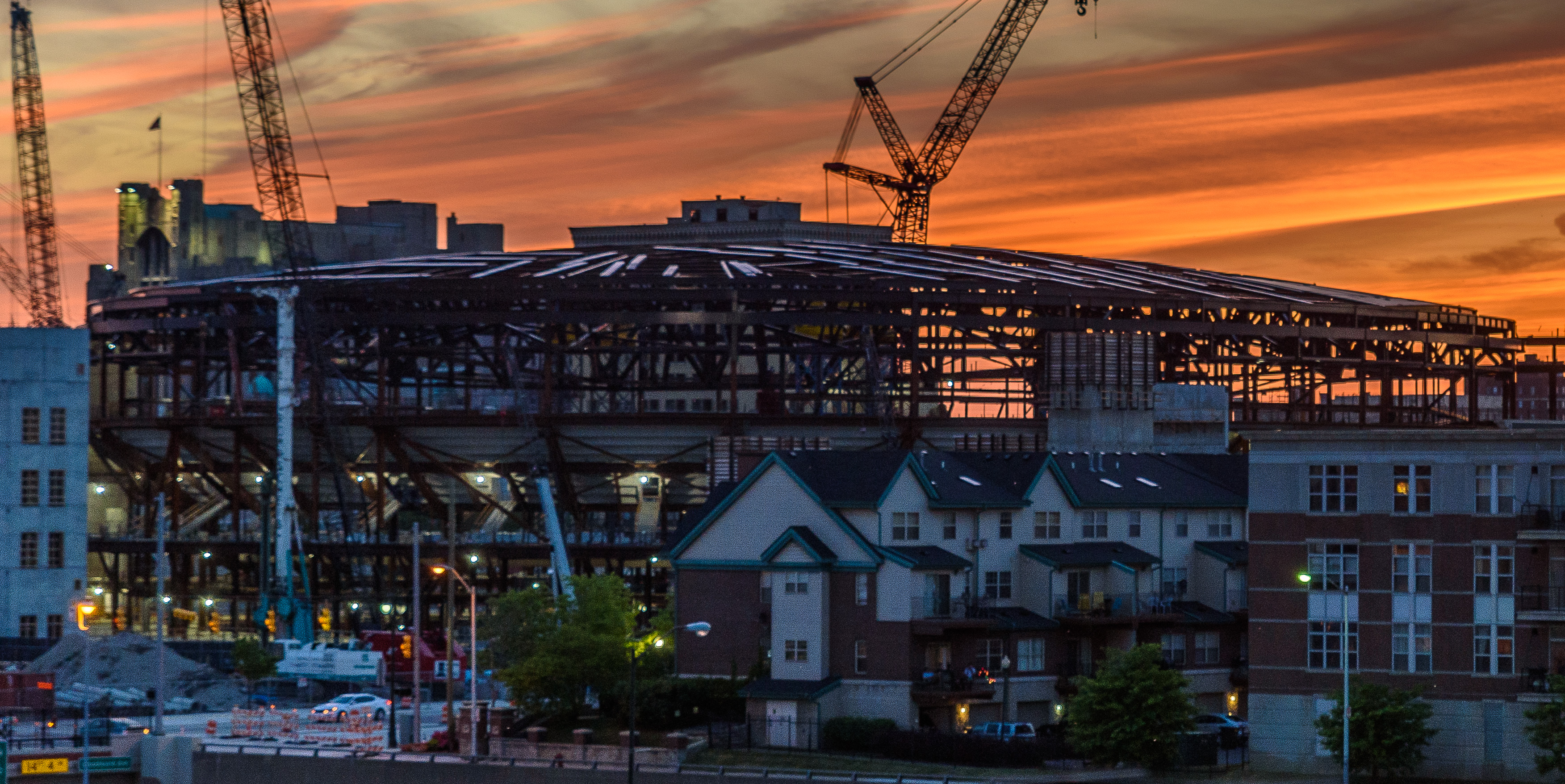
Die Baustelle im Juni 2016

Die Little Caesars Arena ist eine Mehrzweckhalle in der US-amerikanischen Stadt Detroit im Bundesstaat Michigan. Sie ist seit September 2017 die neue Spielstätte des Eishockey-Franchise der Detroit Red Wings aus der National Hockey League (NHL) und der Detroit Pistons aus der National Basketball Association (NBA). Zu Eishockeyspielen bietet die Arena 19.515 Plätze. Bei Spielen der Pistons sind es bis zu 20.491 Plätze. Je nach Konfiguration sind es 15.000 bis zu 22.000 Plätze für Konzertbesucher.

## Geschichte
Ab 1979 trugen die Red Wings ihre Partien in der Joe Louis Arena aus. Im Juli 2014 wurden erste Pläne für eine neue Veranstaltungshalle, mit dem Namen Detroit Events Center, vorgestellt. Die Kosten der Sportarena wurden mit 450 Mio. US-Dollar beziffert. Etwa 40 Prozent der Summe wird von dem Immobilienunternehmen Olympia Entertainment, Inc., die Mike Ilitch, Besitzer der Detroit Red Wings, getragen. Der Rest wird durch öffentliche Gelder abgedeckt. Die Stadt als Eigentümer wird die Halle an die Franchises langfristig vermieten.
Die Grundsteinlegung am 25. September 2014 wurde, in Anwesenheit von Michigans Gouverneur Rick Snyder und dem Bürgermeister Mike Duggan, von Fans und Anwohnern gefeiert. Die Veranstaltungshalle wird ein Teil des geplanten Sport- und Unterhaltungsbezirks The District Detroit, zu dem auch das Ford Field der Detroit Lions und der Comerica Park der Detroit Tigers gehört. Der Bezirk wird aus 50 Häuserblöcken mit Wohnungen, Läden, Parks, Restaurants, Bars und Veranstaltungsorten bestehen und soll den brachliegenden Bereich zwischen Downtown Detroit und Uptown Detroit verbinden.
Die Veranstaltungsarena bietet einige Besonderheiten. Die Sitzreihen wurden versenkt und die Eisfläche liegt 12 Meter unterhalb des Straßenniveaus. Die Einrichtungen wie Läden, Büroräume, Kartenverkaufszentrum, Fanshops, Restaurants sowie Stände für Essen und Getränke werden ausgelagert. Sie werden um die Halle angelegt. Wie eine Fußgängerzone kann, der mit einem Glasdach gedeckte Weg, genutzt werden. Er wird ganzjährig geöffnet sein, auch wenn in der Arena keine Veranstaltung stattfindet. Am 29. April 2016 wurde bekannt, dass die Halle zukünftig den Namen der Pizza-Schnellrestaurantkette Little Caesars, die im Besitz der Familie Ilitch ist, tragen wird.
Schon im März 2016 machte die Detroit News eine Umfrage unter ihren Lesern, nach einem Namen für die neue Arena. Die Mehrheit sprach sich dafür aus, das Gebäude nach „Mr. Hockey“ Gordie Howe, der von 1946 bis 1971 für die Detroit Red Wings auflief, zu benennen. Entgegen den ersten Bildern der Little Caesars Arena wird das Dach nicht mit LEDs beleuchtet. Es erhält das Logo der Schnellrestaurantkette. Nachdem Gordie Howe am 10. Juni 2016 mit 88 Jahren starb, forderten die Fans eine Umbenennung der neuen Heimat des Eishockeyteams in Gordie Howe Arena.
Mit den Detroit Pistons wurde ein zweiter Hauptmieter für die Little Caesars Arena gefunden. Am 22. November 2016 gaben Tom Gores, Besitzer der Pistons, Christopher Ilitch, Präsident und CEO der Ilitch Holdings, Inc. und Detroits Bürgermeister Mike Duggan bekannt, dass die Detroit Pistons aus der National Basketball Association (NBA) ihre bisherige Spielstätte, den Palace of Auburn Hills in Auburn Hills, rund 55 Kilometer von Detroit entfernt, verlassen und in die Little Caesars Arena nach Downtown Detroit in die Stadt umziehen werden. Damit kehrten die Pistons nach 39 Jahren, nach dem Auszug aus dem Cobo Center im Jahr 1978, wieder in die Stadt zurück.
Die Kosten des Bauprojektes sind im Verlauf deutlich gestiegen. Nach Zahlen vom November 2016 wird der Neubau 732,6 Mio. US-Dollar kosten. Dies ist eine nochmalige Steigerung um 105 Mio. US-Dollar. Schon im November 2015 stieg die Summe auf 627 Mio. US-Dollar und es wurde eine weitere Steigerung befürchtet. 2014 ging man noch von einer Summe von 450 Mio. US-Dollar aus. Im Mai 2017 beliefen sich die Baukosten auf 862,9 Mio. US-Dollar. Damit haben sich die Kosten nahezu verdoppelt.
Am 5. Januar 2017 begannen die Arbeiten für den Bau der Eisfläche mit dem Ausheben der Baugrube. Laut der Betreibergesellschaft Olympia Development arbeiten mehr als 1000 Arbeiter in drei Schichten an sechs Tagen in der Woche, um die Halle im September eröffnen zu können.
Die offizielle Eröffnung der Little Ceasars Arena fand am 5. September 2017 statt.
Am 8. Oktober 2017 fand in der Arena die Wrestlingveranstaltung Hell in a Cell der WWE statt. Im Rahmen der NHL-Partie gegen die Vegas Golden Knights (0:4) am 8. März 2018 konnte der zweimillionste Besucher der Little Caesars Arena seit der Eröffnung am 5. September 2017 begrüßt werden. Die Besucherin erhielt u. a. ein signiertes Trikot, zwei Tickets für ein Baseballspiel der Detroit Tigers (MLB) und zwei Karten für ein Konzert von Bruno Mars sowie ein Jahr lang kostenlos Pizza von Little Caesars.
2018 und 2019 wurden die NCAA-Horizon-League-Basketball-Tournaments der Männer und Frauen in der Veranstaltungsarena ausgetragen.
Schon rund ein Jahr nach der Eröffnung wurden im Oktober 2018 entschieden, dass alle 18.600 roten Sitze auf den Tribünen der Arena durch schwarze Exemplare ersetzt werden. Die Installierung der ersten Sitze kostete 3,5 Mio. US-Dollar. Durch die Farbgebung wurden viele leere Plätze bei mäßig besuchten Spielen sichtbar. Zunächst versuchte man dies damit zu erklären, dass sich Zuschauer gerade woanders in der Halle befinden. Auch schwarze Sitzbezüge bei den Partien der Pistons brachten keine Abhilfe, da das Rot darunter durchschien. Ab Dezember 2018 wurden die Zuschauerplätze nach und nach ausgetauscht. Im März 2019 war der Austausch abgeschlossen. Als sich die Pistons dazu entschlossen in die neue Halle umzuziehen, war die farbliche Gestaltung des Inneren mit überwiegend Rot auf die Red Wings abgestimmt. So wurde nach Abstimmung mit den Pistons und den Red Wings, dem Fernsehsender Fox Sports Detroit und Konzertveranstaltern wurde die Entscheidung zum Austausch gefällt. So soll die Little Caesars Arena auch zur Heimat der Pistons werden.
Im November 2018 hat Google mit 100 Mitarbeitern Büros in der Little Caesars Arena bezogen. Das Regionalzentrum war zuvor im Vorort Birmingham angesiedelt.

## Konzerte
Als erster Künstler trat Kid Rock in der Little Caesars Arena auf. Der US-amerikanische Rockmusiker, der in der Nähe von Detroit aufgewachsen ist, gab sechs Konzerte am 12., 13., 15., 16., 19. und 20. September 2017.
Mittlerweile traten viele Künstler und Bands wie Ed Sheeran, James Blunt, Paul McCartney, Katy Perry, K. Flay, Imagine Dragons, Grouplove, Blackbear, Robert Randolph and the Family Band, Jaden, Fall Out Boy, die Eagles, Janet Jackson, The Weeknd, Gucci Mane, Guns N’ Roses, Lady Gaga, Jay-Z, PartyNextDoor, Halsey, Charli XCX, Dead & Company, Andrea Bocelli, Purity Ring, Xscape, Monica, Tamar Braxton, das Trans-Siberian Orchestra, Chris Brown, Kali Uchis, Lana Del Rey, Skillet, Charlie Wilson, R. Kelly, Demi Lovato, DJ Khaled, Kehlani, Run the Jewels, Mitski, Lorde, Justin Timberlake, Jack White, Negative Approach, Train, Hall & Oates, Shania Twain, Sam Smith, Harry Styles, Kacey Musgraves, Panic! at the Disco, Hayley Kiyoko, Radiohead, Shakira, The Smashing Pumpkins, Metric, Migos, Drake, Jeff Lynne’s ELO, Bruno Mars, J. Cole, Julia Michaels, Maroon 5, Elton John, Gang of Youths, Foo Fighters, Twenty One Pilots, Awolnation, Fleetwood Mac, Idina Menzel, Josh Groban, Travis Scott, Chic feat. Nile Rodgers, Cher, Eric Church, Kelly Clarkson, Kelsea Ballerini, Michael Bublé, Three Days Grace, Disturbed, KISS, Francesco Yates, Mumford & Sons, Cat Power, Walk the Moon, Muse, Social House, Normani, Ariana Grande, Ying Yang Twins, Bobby V, Pretty Ricky, Mario, Chingy, New Kids on the Block, Naughty by Nature, Debbie Gibson, Hugh Jackman, Jennifer Lopez, Dhani Harrison, Queen + Adam Lambert, Khalid, John Mayer, Shawn Mendes, Alessia Cara, Backstreet Boys, Bebe Rexha, die Jonas Brothers, Tyla Yaweh, Post Malone, Swae Lee, Phil Collins, Lennon Stella, The Chainsmokers, 5 Seconds of Summer, Modest Mouse, The Black Keys, Carrie Underwood, Maddie & Tae, Céline Dion, Tool, The Lumineers und Killing Joke in der Arena in Detroit auf.